# 카라 베이커리
《카라 베이커리》는 대한민국의 케이블 방송국 Mnet에서 방송하는 프로그램이다. 여성 음악 그룹 카라가 출연하여 크라운베이커리와 함께 '카라 베이커리'를 8주 동안 운영하는 리얼리티 프로그램이다.

## 개요
세상에 단 하나뿐인 빵집을 만들기 위해 대한민국 1등 달콤 아이돌 카라가 왔다!
기초 투자금에서부터 카라표 케이크, 카라표 개업식까지!
오로지 그녀들의 손으로 만들어 가는 생계형 아이돌 노후대책 리얼리티.
과연 8주후 그녀들이 만들어낼 카라 베이커리는 어떤 모습일까?
그리고 그녀들과 함께할 꿀미남 직원과의 로맨스는 보너스!
카라의 세상에서 가장 달콤한 베이커리가 지금 개업한다!

## 출연자
| 이름   | 직업                | 관계                                             |
| ------ | ------------------- | ------------------------------------------------ |
| 윤성민 | 크라운베이커리 상무 | - 여러 가지 정보를 주시고, 뒤에서 도움을 주신다. |
| 오인환 | 대학생              | - 직원 - 故 구하라와 짝                          |
| 김민서 | 모델                | - 직원 - 박규리와 짝                             |
| 김현동 | 대학생              | - 직원 - 한승연과 짝                             |
| 조경현 | 무직                | - 직원 - 강지영과 짝                             |

## 방송목록
| 회 | 방영 일자        | 내용                                                         | 연예인 출연                            |
| -- | ---------------- | ------------------------------------------------------------ | -------------------------------------- |
| 1  | 2009년 11월 25일 | - 은행에서 대출 - 부동산에서 장소 알아보기                   |                                        |
| 2  | 2009년 12월 2일  | - 상무님한테 정보 받기 - 대학교에서 홍보 - 청소              |                                        |
| 3  | 2009년 12월 9일  | - 직원 면접                                                  |                                        |
| 4  | 2009년 12월 16일 | - 정니콜, 박규리 몰래카메라 - 인테리어 구상 - 오븐 구매      |                                        |
| 5  | 2009년 12월 23일 | - 케이크 만들기                                              |                                        |
| 6  | 2009년 12월 30일 | - 연예인들에게 케이크 나눠주기 - 사진 촬영 현장              | 엠블랙, 김태우                         |
| 7  | 2010년 1월 6일   | - 시민들에게 케이크 팔기 - 개업식                            | 시크릿, 마이티 마우스, 나몰라 패밀리   |
| 8  | 2010년 1월 13일  | - 연예인들,시민들에게 케이크 팔기 - 수익금 아동복지시설 전달 | 박성광, 박성호, 송준근, 오나미, 허경환 |